# Parishia insignis
Parishia insignis är en sumakväxtart som beskrevs av Joseph Dalton Hooker. Parishia insignis ingår i släktet Parishia och familjen sumakväxter. Inga underarter finns listade i Catalogue of Life.